# Corps Guestphalia Bonn
Le Corps Guestphalia Bonn est une association étudiante combattante portant couleur (de) du Kösener Senioren-Convents-Verband. Elle rassemble des étudiants de l'Université rhénane Frédéric-Guillaume de Bonn et est la deuxième plus ancienne association étudiante de Bonn.

## Couleur
Guestphalia est de couleur (de) vert-blanc-noir avec des percussions argentées. Une casquette étudiante (de) verte claire est également portée. Les renards portent une Band de Fux vert-blanc-vert avec des percussions argentées.

## Histoire

### Fondation
Après la fondation de l'université rhénane Frédéric-Guillaume par le roi Frédéric-Guillaume III de Prusse le 18 octobre 1818, des étudiants de Westphalie se sont réunis au semestre d'été 1819 dans l'auberge près d'Ermekeil à Bonn sur le marché. C'est là que la vie dans le corps de Bonn commence, alors que des compatriotes westphaliens apportent à Bonn les principes du cartel westphalien d'autres universités, créant ainsi un contrepoids à la direction de la fraternité. Le cartel westphalien est formé par des corps dans diverses universités, qui portent le nom de Guestphalia et dont les membres sont originaires de Westphalie. Ces corps ont fondamentalement les mêmes constitutions, les mêmes devises et portent les couleurs vert-noir-blanc, changées en 1821 en vert-blanc-noir. Le Corps Guestphalia est issu de cette société de clans près d'Ermekeil. Le corps renonce à recruter ses membres exclusivement parmi la population locale peu de temps après sa création.

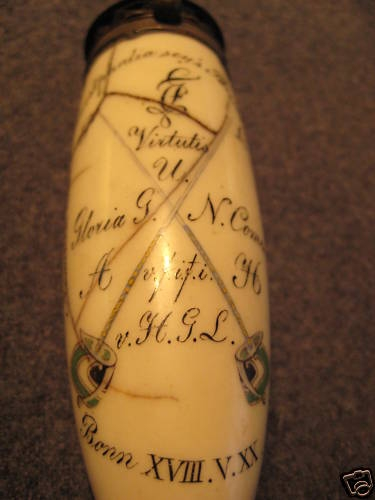
Cuvette de pipe du Corps Guestphalia Bonn avec la date de fondation 18 mai 1820 et les initiales v. HGL, qui remonte aux fondateurs v. Hausen, Grundschöttel et Lyncker

Le 15 mars 1820, le Corps Guestphalia Bonn est mentionné pour la première fois. Les fondateurs du corps sont Ludwig von Hausen, Wilhelm Lyncker, Karl Grundschöttel, Wilhelm Heinrich Winzer, Abraham Rose et Ignaz Ferdinand Wünnenberg. À l'exception de Wünnenberg et de Rose, ils font partie de ce que l'on appelle le cartel westphalien. Ils sont auparavant des Westphaliens de Göttingen, Halle ou de Heidelberg.
Le 18 mai 1820, le Corps Guestphalia Bonn fait son entrée dans le public après s'être définitivement libéré de la tutelle de la tutelle de la fraternité générale. Guestphalia a été reconnu comme un corps indépendant dans une assemblée générale des étudiants. Cela n'est pas possible jusqu'à ce jour selon les "Coutumes Burschen du Bonn Burschenensemble" promulguées à l'été 1819, car aucun lien plus étroit sous quelque forme que ce soit n'est autorisé à exister qui est constitué contre la volonté de la fraternité générale. Le 18 mai 1820 est aujourd'hui considéré comme le jour de la fondation du Corps Guestphalia Bonn.
Heinrich Heine étudie à Bonn au semestre d'hiver 1819/20 et au semestre d'été 1820. Il y retrouve son ami d'école de Düsseldorf Ignaz Ferdinand Wünnenberg, qui est actif dans le Corps Guestphalia. Heine écrit un poème mordant à son sujet en 1815 - la Wünnebergiade. Grâce à sa relation avec le Corps Guestphalia Bonn, Heine, originaire de Rhénanie, entre en contact avec le membre du cartel westphalien, le Corps Guestphalia Göttingen, après avoir déménagé à Göttingen et en devient membre.
Après le meurtre d'August von Kotzebue le 23 mars 1819, les décrets de Carlsbad sont confirmées le 20 septembre 1819 par la Diète fédérale à Francfort, ce qui entraîne la persécution des démagogues. Ces décrets ne sont annulées qu'avec la révolution de mars 1848. Le Corps Guestphalia Bonn souffre de la persécution des démagogues. Cette période difficile est l'une des raisons d'un fort engagement politique. Les Guestphales de Bonn suivants sont membres de l'Assemblée nationale librement élue à l'église Saint-Paul de Francfort en 1848, et cela dans différentes factions. Il s'agit des frères de corps Joseph Brockhausen (de), Ludwig Franz Houben (de), Julius Ostendorf (de), Carl Overweg (de), Conrad von Rappard (de), Johann Gerhardt Röben (de), Carl Schorn (de) et Julius Wiethaus (de).
En outre, Friedrich Evertsbusch (de), August Reichensperger et Jodocus Donatus Hubertus Temme sont également trois renonces (de) des membres Guestphalia du Parlement de Francfort.
Afin de renforcer la vie des corps à Bonn, le 3 juillet 1849, le Guestphale de Bonn Wilhelm Sack fonde avec d'autres anciens membres du Corps Palatia le Corps Hansea Bonn. À l'été 1848, Wilhelm Sack est envoyé à une conférence à Iéna en tant que représentant du Corps Guestphalia Bonn, où il participe à la fondation du Kösener Verband (Kösener Senioren-Convents-Verband (KSCV)). En juillet 1849, le CC (de) approuve le projet de statuts de Kösen dont il est saisi. Le SC zu Bonn (de) démissionne par décision du 6 août 1849 au Kösener Senioren-Convents-Verband (KSCV).

### 1871-1914
La guerre franco-prussienne de 1870/71 et ses conséquences sont en partie responsables de la suspension du Corps Guestphalia Bonn. Après la fin de la campagne, seul un nombre relativement restreint de ceux qui sont auparavant actifs sont retournés à Bonn pour étudier. Depuis la fin des années 1860, il y a aussi un système associatif vivant, ce qui rend difficile le renouveau du corps. À l'université elle-même, des associations d'étudiants des facultés respectives sont fondées, vers lesquelles les étudiants se sont de plus en plus tournés.
Le Kulturkampf favorise les unions confessionnelles à l'université, ce qui a rend plus difficile le recrutement de nouveaux membres du corps de Westphalie et de Rhénanie, avec leur grande proportion de populations catholiques.
Le Corps Guestphalia suspend ses activités de novembre 1871 à 1875 et à partir de 1876 pour se reconstituer le 5 août 1884 pour être reconstitué avec le soutien de trois actifs de son Corps de cartel Starkenburgia.
Pendant la période impériale, le corps de Bonn en particulier connaît une grande ascension sociale. Pour la classe moyenne instruite, le corps étudiant devient un idéal. Alexander von Claer soutient Leonhard Zander (de) dans son initiative de réforme Kösen en 1881.

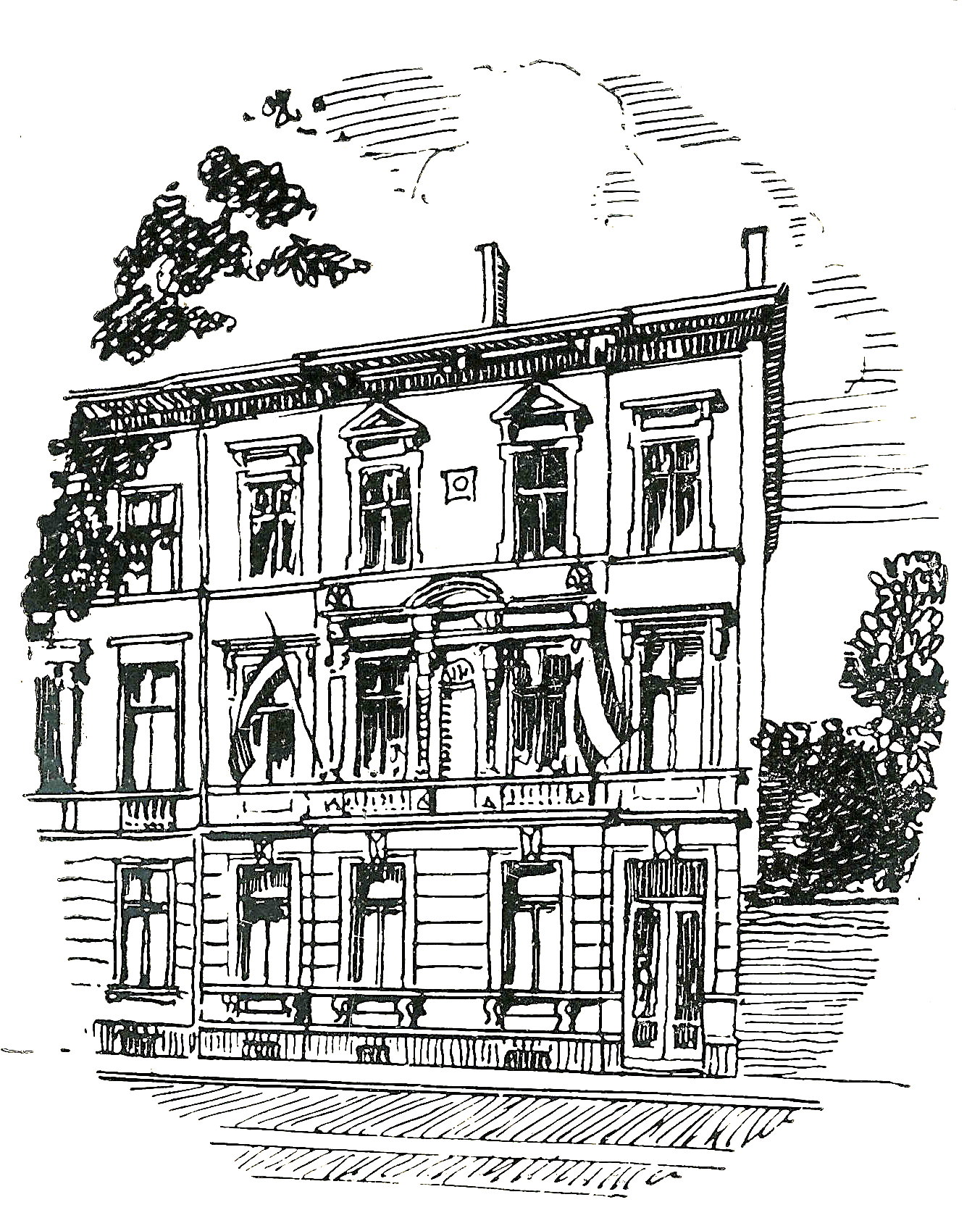
Première maison de Guestphalia à Baumschulallee

À l'été 1894, Guestphalia acquit la maison du corps au 22 Baumschulallee.

### 1914-1945
La Première Guerre mondiale met un terme brutal à la vie active du corps. Les opérations du corps sont suspendues du semestre d'hiver 1914 jusqu'à la fin de la guerre. Dès la fin de 1918, les premiers frères du corps sont revenus à Guestphalia après leur libération du service militaire. Les opérations du Corps reprennent au début de mars 1919 avec beaucoup de difficulté. La maison du corps a été réquisitionnée en tant que mess des officiers anglais et était donc soustraite à l'usage de l'active. À la mi-octobre 1919, l'occupation libère la maison du corps afin que tous les événements puissent s'y dérouler à nouveau. En 1920, le Corps Guestphalia célèbre son 100e anniversaire de la fondation. L'hôtel sur le Petersberg (de) près de Königswinter (sur la rive droite du Rhin) est choisi comme lieu du festival, car la rive gauche du Rhin est alors occupée par les Français et on craint que les célébrations ne soient perturbées. Les années 1920 sont un apogée pour le corps et les classes actives sont proportionnellement fortes.
La prise du pouvoir par les nationaux-socialistes en 1933 n'épargne pas non plus le Corps. La politique du NSDAP conduit au « Gleichschalt », c'est-à-dire à la dissolution de tous les groupes sociaux qu'ils ne peuvent pas contrôler de manière adéquate. L'introduction du « principe du leader » contredit le principe de corps de la prise de décision démocratique. Guestphalia adopte le principe du leader dans l'espoir de ne pas compromettre son existence. Le Volksgenosse, mis au pas et en uniforme, ne correspond pas aux idées de nombreux frères du Corps. La loi pour la restauration de la fonction publique professionnelle oblige toutes les associations étudiantes à exclure les membres «non aryens» et ceux qui sont mariés à des femmes juives ou à des femmes d'origine juive. Les frères de corps concernés l'anticipent en démissionnant, ce que le corps accepte dans l'espoir d'éviter une fermeture forcée, pourtant diamétralement opposée au principe du corps. Le 28 septembre 1935, le HKSCV se dissout. Le Guestphalia est suspendu le 15 mai 1936. En décembre 1938, quelques anciens de Guestphalia, Hansea et Palatia essaient de maintenir une vie de corps dans la soi-disant camaraderie "Ernst vom Rath". Cela ne réussit pas parce que la camaraderie "Ernst vom Rath", comme toutes les camaraderies fondées dans les universités, est une institution de l'Union nationale-socialiste des étudiants allemands. La plupart des anciens refusent de la soutenir. Au début de 1940, il se sépare.

### 1945-1993
Ébranlés par la catastrophe de la Seconde Guerre mondiale, mais pas découragés pour autant, les anciens commencent à envisager de rouvrir les opérations du corps dès l'automne 1945. Étant donné que toute vie de corps est interdite par l'administration militaire britannique, ils sont rencontrent sous le nom de « les étudiants de l'arbre », se souvenant de la vie de corps à Baumschulallee avant la guerre. Le 5 novembre 1947, les opérations actives reprennent dans des locaux loués. En janvier 1950, Guestphalia est l'un des 22 corps qui se réunissent dans le groupe d'intérêt et préparent le rétablissement du KSCV. Elle se déroule sous sa présidence le 19 mai 1951 sur le Godesburg.
Étant donné que le Corps Guestfalia Greifswald ne peut pas se rétablir dans son ancien pays d'origine de Greifswald en raison des circonstances politiques dans la RDA, 63 anciens de Guestfalia Greifswald sont admis dans le Corps Guestphalia Bonn le 27 janvier 1951, sur la base du cartel existant depuis le 27 mai 1861. En outre, le Corps s'engage à promouvoir activement une reconstitution à Greifswald. La tradition du corps Guestfalia Greifswald est poursuivie et également documentée par l'ajout du suffixe de nom "et Greifswald". À cette époque, le Corps Guestphalia Bonn s'appelait le Corps Guestphalia Bonn et Greifswald zu Bonn et, à partir de 1984, dirige le cercle de Greifswald en plus du cercle de Bonn.
En 1954, le Corps s'installe dans sa nouvelle maison, au 50 de la Wilhelmstraße, où les activités se poursuivent sans interruption jusqu'à aujourd'hui.

### Depuis 1993
Lors de la reconstitution de Guestfalia Greifswald le 10 juin 1993, le Corps Guestphalia Bonn et Greifswald zu Bonn respectent son engagement du 27 janvier 1951. Depuis lors, les deux corps reprennent leur ancien nom Guestphalia Bonn et Guestfalia Greifswald et sont liés par l'amitié et par de nombreux anciens communs.

## Membres du corps
Par ordre alphabétique
- Hermann Ameler (de) (1811–1904), député de la chambre des représentants de Prusse
- Alexander von Arnim (de) (1813–1853), administrateur de l'arrondissement de Simmern
- Gustav Bechtold (de) (1876–1951), administrateur de l'arrondissement de Bruchsal (de)
- Ludwig von Beughem (de) (1806–1886), député du Reichstag
- Anton Bloem (de) (1814–1884), député de l'Assemblée nationale prussienne
- Franz von und zu Bodman (de) (1835–1906), député du Reichstag
- Caesar-Rudolf Boettger (de) (1888–1976), zoologue
- Franz von Borries (de) (1868–1943), administrateur de l'arrondissement de Herford
- Joseph Brockhausen (de) (1809–1886), député de l'Assemblée nationale prussienne et du Parlement de Francfort
- Franz von Brzeski (de) (1838–1887), député de la chambre des représentants de Prusse
- Hermann Butzer (de) (né en 1961), juriste
- Hermann von Choltitz (de) (1868–1947), administrateur de l'arrondissement de Neustadt-en-Haute-Silésie
- Carl von Dapper (de) (1863–1937), médecin
- Nikolaus Delius (de) (1813–1888), philologue
- Ludwig Denecke (1905–1996), germaniste
- Gustav von Diepenbroick-Grüter (de) (1815–1899), député de la chambre des représentants de Prusse
- Martin Dossmann (de) (né en 1954), industriel
- Karl Dulheuer (de) (1834–1914), député de la chambre des représentants de Prusse
- Hermann Karl Dumrath (de) (1854–1922), administrateur de l'arrondissement de Strasbourg-en-Prusse-Occidentale (de), député de la chambre des représentants de Prusse
- Hermann Ebbinghaus (1850–1909), psychologue
- Hermann Eulenberg (de) (1814–1902), médecin
- Friedrich Evertsbusch (de) (1813–1888), député de l'Assemblée nationale prussienne
- Albert Florschütz (de) (1819–1903), député de la chambre des représentants de Prusse
- Wilhelm von Freeden (1822–1894), mathématicien, océanographe et homme politique
- Franz Ferdinand Gellern (de) (1800–1879), député du Parlement de Francfort et de la chambre des représentants de Prusse
- Eduard Gützloe (de) (1814–1878), député de la chambre des représentants de Prusse
- Friedrich Hammacher (1824–1904), député du Reichstag
- Karl Haniel (de) (1877–1944), administrateur de l'arrondissement de Merzig-Wadern
- Paul Haniel (de) (1843–1892), administrateur de l'arrondissement de Mülheim
- Gustav Hartlaub (1814–1900), médecin et zoologue
- Werner Hausmann (de) (1816–1883), député de la chambre des représentants de Prusse
- Robert Helm (de) (1879–1955), industriel
- Wilhelm Hennecke (de) (1812–1890), conseiller du tribunal de l'Empire
- Karl Heinzen (1809–1880), journaliste
- Ludwig Franz Houben (de) (1803–1884), député du Parlement de Francfort
- Wilhelm Leopold Janssen (de) (1830–1900), administrateur de l'arrondissement d'Heinsberg, député de la chambre des représentants de Prusse
- Wilhelm Joest (1852–1897), naturaliste et explorateur
- Richard von Kaufmann (de) (1849–1908), économiste
- Heinrich von Kaufmann-Asser (de) (1882–1954), ambassadeur
- Onno Klopp (de) (1822–1903), historien
- Jacques Koerfer (de) (1902–1990) juriste
- Jörg Kürschner (de) (né en 1951), juriste
- Friedrich Lancelle (de) (1802–1893), député de la chambre des représentants de Prusse
- Quirin Lancelle (de) (1869–1907), administrateur de l'arrondissement de Prüm
- Rudolf Lenhartz (de) (1925–1987), industriel
- Wilhelm Lenzmann (de) (1885–1935), juriste
- Ernst Theodor Loeb (de) (1881–1964), administrateur de l'arrondissement d'Hamelin
- Eduard Loerbroks (de) (1814–1872), maire de Hamm
- Hans Löwe (de) (1903–1989), agriculteur
- Michael Meisner (1904–1990), maire de Wurtzbourg et administrateur de l'arrondissement de Wurtzbourg
- Manfred Monjé (de) (1901–1981), médecin
- Adalbert von Nordeck zur Rabenau (de) (1817–1892), député du Reichstag
- Karl Nücker (de) (1807–1896), député de la chambre des représentants de Prusse
- Karl de Nys (de) (1833–1907), député de la chambre des représentants de Prusse et de la chambre des seigneurs de Prusse, maire de Trèves
- Maximilian von Oer (de) (1806–1846), poète et écrivain
- Hans-Jörg Oestern (de) (né en 1945), chirurgien
- Julius Ostendorf (de) (1823–1877), député du Parlement de Francfort
- Carl Overweg (de) (1805–1876), député du Parlement de Francfort
- Heinrich Eduard von Pape (de) (1816–1888), député de la chambre des représentants de Prusse
- Carl Rudolf Pfahl (de) (1822–1901), juriste
- Max von Pohl (de) (1842–1905), président du district d'Oppeln, administrateur de l'arrondissement de Ratibor (de)
- Carl Pohle (de) (1817–1883), maire de Schwerin, député du Pré-parlement
- Conrad von Rappard (de) (1805–1881), député du Parlement de Francfort
- Wilhelm von Rauchhaupt (de) (1828–1894), député du Reichstag
- August Reichensperger (1808–1895), député du Parlement de Francfort, député du Reichstag
- Johann Gerhardt Röben (de) (1812–1881), député du Parlement de Francfort
- Otto Saedt (de) (1816–1886), juriste
- Joseph Hermann Schmidt (de) (1804–1852), médecin
- Victor Schmieden (de) (1874–1945), chirurgien
- Carl Schnabel (de) (1843–1914), poète
- Friedrich Eberhard Schnapp (de) (né en 1938) juriste
- Carl Schorn (de) (1818–1900), député du Parlement de Francfort
- Theodor Schroeder (de) (1829–1890), député du Reichstag, député de la chambre des représentants de Prusse
- Gustav Schulz (de) (1807–1874), député de la chambre des représentants de Prusse
- Carl Schwaner (de) (1817–1851), géologue
- Franz Schwarz (de) (1826–1907), juriste
- Friedrich Serger (de) (1822–1892), juriste et homme politique
- Leopold Sonntag (de) (1830–1896), administrateur de l'arrondissement de Lörrach
- Otto Spinzig (de) (1873–1957), député de la chambre des représentants de Prusse
- Franz von Steinäcker (de) (1817–1852), administrateur de l'arrondissement de Krefeld (de) et de l'arrondissement de Bernkastel
- Klemens von Stockhausen (de) (1845–1895), juriste
- Carl Ferdinand von Stumm-Halberg (1836–1901), député du Reichstag
- Jodocus Temme (1798–1881), député du Parlement de Francfort, juriste et écrivain
- Carl Tewaag (de) (1844–1928), Mitglied des Westfälischen Provinziallandtags, Jurist, Brauer, Ehrenbürger von Dortmund
- Carl Wilhelm Tewaag (de) (1878–1971), député du parlement provincial de Poméranie (de)
- Friedrich Thesmar (de) (1809–1869), député de la chambre des représentants de Prusse
- Carl Vering (de) (1871–1955), philosophe
- Rudolf von Viebahn (de) (1838–1928), General der Infanterie
- Emil Voerster (de) (1829–1892), administrateur de l'arrondissement d'Hagen (de), de l'arrondissement de Dithmarse-du-Nord (de) et de l'arrondissement de Pinneberg
- Oskar Wehr (de) (1837–1901), député du Reichstag
- Victor Weidtman (de) (1853–1926), industriel
- Ferdinand Werne (1800–1874), explorateur et médecin
- Julius Wiethaus (de) (1806–1863), député du Parlement de Francfort, administrateur de l'arrondissement de Wipperfürth (de) et de l'arrondissement de Bernkastel
- Hermann Zastrow (de) (1819–1880), maire de Rostock
- Wilhelm Zierold (de) (1825–1898), député de la chambre des représentants de Prusse
- Paul von Zitzewitz (de) (1843–1906), député de la chambre des représentants de Prusse

## Récipiendaire de la médaille Klinggräff
Les personnes suivantes ont reçu la médaille Klinggräff de l'Association des anciens étudiants de corps (de) :
- Hermann Butzer (de) 1993
- Michel Gante 1990
- Klaus-Peter Schönrock 2000
- Carl Christian Knobbé 2011

## Amitiés
Le Corps entretient une variété de cartels (de) et de relations amicales. En raison de la structure de ses relations avec les autres corps, le corps Guestphalia Bonn est inclus dans le cercle bleu (de).

### Corps du cartel
- Corps Silesia Breslau zu Frankfurt (Oder) (de)
- Corps Starkenburgia (de)
- Corps Rhenania Freiburg (de)
- Corps Guestfalia Greifswald
- Corps Marchia Berlin (de)
- Corps Palaiomarchia-Masovia Kiel (de)

### Corps ami
- Corps Guestphalia Leipzig (de) (éteint en 1904)
- Corps Suevia Heidelberg
- Corps Palaiomarchia Halle (de)
- Corps Moenania Würzburg (de)
- Corps Isaria (de)
- Corps Austria Frankfurt am Main